# روب دي فريس
روب دي فريس (بالهولندية: Rob de Vries)‏ (و. 1918 – 1969 م) هو ممثل، من مملكة هولندا، توفي عن عمر يناهز 51 عاماً.

## وصلات خارجية
- روب دي فريس على موقع IMDb (الإنجليزية)
- روب دي فريس على موقع قاعدة بيانات الفيلم (الإنجليزية)